# HIIT-edzés
A HIIT-edzés (nagy intenzitású intervallumedzés) egy edzési protokoll, amely az intenzív vagy robbanásszerű anaerob gyakorlatok rövid időszakait váltja fel rövid regenerálódási időszakokkal a kimerültségig. A HIIT olyan gyakorlatokat foglal magában, amelyeket ismételt gyors sorozatokban hajtanak végre maximális vagy közel maximális erőfeszítéssel, pihenőidőkkel vagy alacsony aktivitással a rohamok között. A nagyon magas intenzitás, az intervallum időtartama és a rohamok száma különbözteti meg az aerob (szív- és érrendszeri) tevékenységtől, mivel a szervezet jelentősen igénybe veszi az anaerob energiarendszereket (bár nem teljesen kizárva az aerob utakat). A módszer tehát „majdnem maximálisan az anaerob energialeadó rendszerre” támaszkodik.
Bár a HIIT-stílusú edzéseknek különböző formái léteznek, amelyek mind a szív- és érrendszeri aktivitással, mind pedig az ellenállási edzéssel kapcsolatos gyakorlatokat foglalhatnak magukban, a HIIT kulcsfontosságú jellemzői a maximális erőfeszítés, az időtartam és a rövid pihenőidő (ezáltal beindítják az energiatermelés anaerob útvonalait) lényegesen megkülönböztetik azt az aerob gyakorlatoktól. Bár nincs univerzális HIIT-időtartam, a HIIT-edzés általában 30 percnél rövidebb ideig tart, mivel az anaerob energiarendszereket használja, amelyeket általában rövid, éles sorozatokhoz használnak. Az intervallumok a résztvevő aktuális edzettségi szintjétől függően változnak. A hagyományos HIIT-et eredetileg úgy tervezték, hogy legfeljebb 20 másodpercig tartsanak és legfeljebb 10 másodperces szünetekkel; a rohamok intervallumai azonban általában 20 és 45 másodperc között mozognak, de nem haladják meg a 75 másodpercet, mert ekkor az aerob rendszer beindul.
A HIIT-edzések javítják az atlétikai kapacitást és kondíciót, valamint javítják a glükózanyagcserét. Összehasonlítva a többi edzési rendre jellemző hosszabb gyakorlatokkal, a HIIT nem feltétlenül olyan hatékony a hiperlipidémia és az elhízás kezelésében, illetve az izom- és csonttömeg javításában. A kutatások azonban kimutatták, hogy a HIIT-kúrák a fiatal nők egész testének zsírtömegének csökkenését eredményezték, összehasonlítva a hosszan tartó, közepes intenzitású folyamatos edzéssel (MICT). Egyes kutatók azt is megjegyzik, hogy a HIIT „rendkívül magas szintű alanyi motivációt” igényel, és megkérdőjelezik, hogy az általános lakosság számára biztonságos-e vagy gyakorlatilag tolerálja-e az edzési rend extrém természetét.
A sprint intervallumedzés (SIT) egy gyakorlat, amelyet a HIIT-hez hasonló módon hajtanak végre, de a „maximális közeli” erőfeszítés helyett a nagy intenzitású periódusok esetében „szupramaximális” vagy „teljes” erőfeszítéseket alkalmaznak rövidebb sorozatokban. Fiziológiai értelemben a „közel maximum” a 80–100%-os pulzusszám elérését jelenti, míg a „szupramaximális” olyan ütemet jelent, amely meghaladja a VO2-csúcsot kiváltó ütemet. A SIT-edzések általában a HIIT-hez képest kisebb mennyiségű teljes testmozgást, valamint hosszabb, alacsonyabb aktivitási helyreállítási időszakot tartalmaznak, és nagyobb homeosztatikus zavart okoznak. Mind a HIIT, mind a SIT az intervallumedzések osztályába tartozik. A kettő közötti különbséget nem mindig tartják fenn, még a tudományos körökben sem: például Tabata a 170%-os VO2 max adagolási rendjét "szupermaximálisnak" írja le, de nem használja a SIT kifejezést.